# Karel D'Hont
Karel D'Hont (ur. 23 maja 1986 r. w Brugii) – belgijski wioślarz.

## Osiągnięcia
- Mistrzostwa Świata U-23 – Hazewinkel 2006 – czwórka podwójna wagi lekkiej – 8. miejsce[1].
- Mistrzostwa Świata U-23 – Glasgow 2007 – czwórka podwójna wagi lekkiej – 7. miejsce[1].
- Mistrzostwa Europy – Montemor-o-Velho 2010 – jedynka wagi lekkiej – 12. miejsce[1].